# John C. Warner

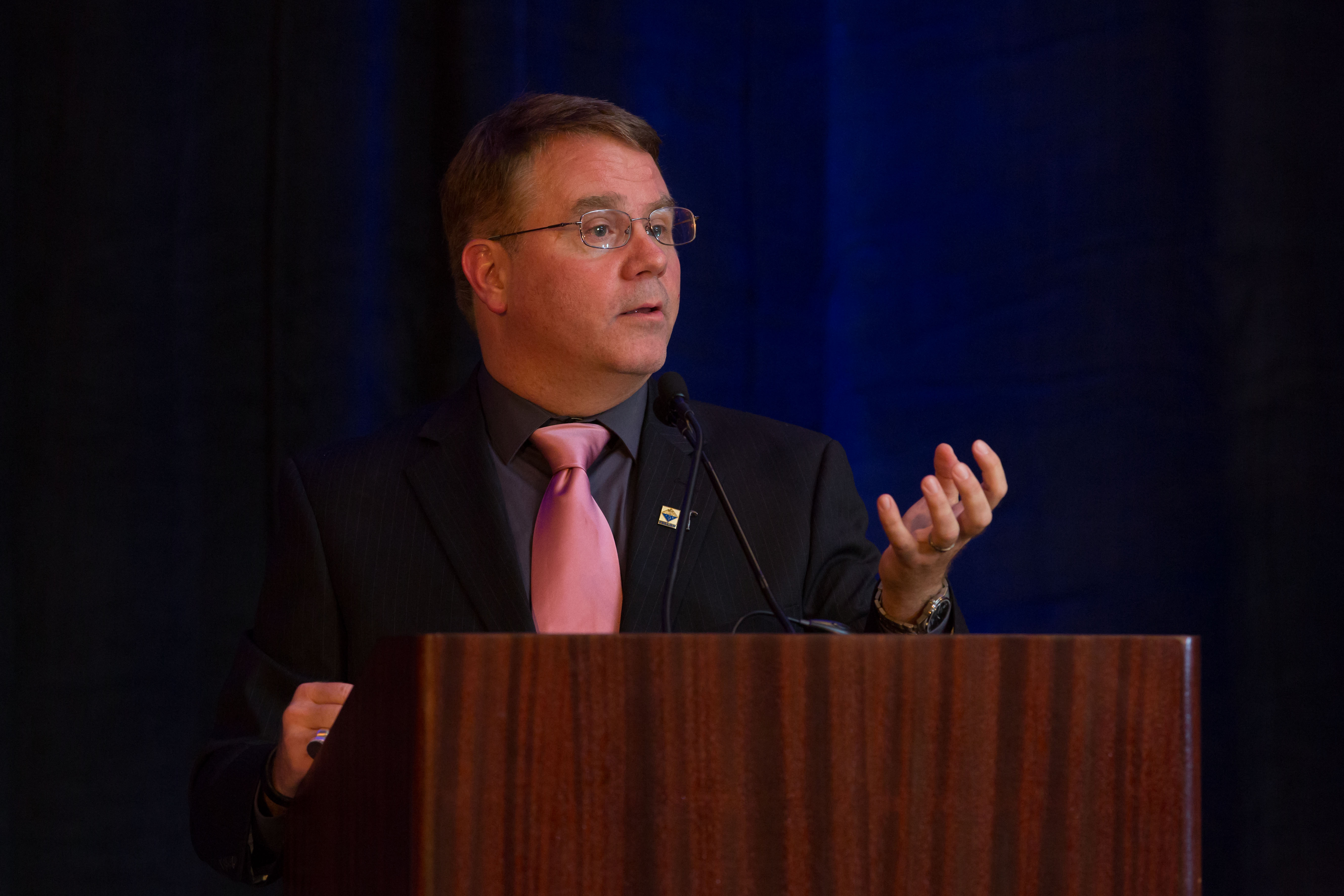
John C. Warner

John Charles Warner (* 25. Oktober 1962 in Quincy, Massachusetts) ist ein US-amerikanischer Chemiker und Unternehmer. Er ist am besten bekannt als Mitbegründer der Grünen Chemie. Warner forschte fast ein Jahrzehnt bei Polaroid, bevor er an die Hochschule zurückkehrte und dort an der University of Massachusetts Boston und  Lowell in verschiedenen Positionen arbeitete. Warner ist Mitbegründer des Warner-Babcock Institute for Green Chemistry,  sowie Mitbegründer und Präsident von Beyond Benign. Er ist Träger der Perkin-Medaille 2014, die weitgehend als die höchste Auszeichnung in der amerikanischen Industriechemie gilt.

## Leben
Warner wurde in Quincy, Massachusetts als Sohn von John A. und Natalie Warner als Teil einer riesigen Familie geboren, zu der 47 Cousins und Cousinen ersten Grades im Umkreis von einer Meile gehörten. Während seiner Kindheit lernte Warner im Alter von 11 Jahren seinen langjährigen Freund und Kollegen Paul Anastas kennen, mit dem er später das, der Grünen Chemie wegweisende Werk, Green Chemistry: Theory and Practice verfasste.

## Karriere
Warner erhielt 1984 seinen B.Sc. von der University of Massachusetts Boston und 1988 seinen Doktortitel von der Princeton University. Nach zehn Jahren bei der Polaroid Corporation wechselte er zurück zur University of Massachusetts Boston. Dort führte er das weltweit erste Promotionsprogramm in Grüner Chemie ein. 2009 gründete er zusammen mit James Babcock das Warner Babcock Institute for Green Chemistry, dessen Präsident und CTO er heute ist. Außerdem engagiert sich Warner in der Non-Profit-Organisation Beyond Benign, die sich für die Ausbildung in Grüner Chemie einsetzt.

## Auszeichnungen
- 2004: Presidential Award for Excellence in Science Mentoring
- 2014: Perkin Medal[4]
- 2022: August-Wilhelm-von-Hofmann-Denkmünze

## Werke
- Paul T. Anastas, John C. Warner: Green Chemistry: Theory and Practice. Oxford University Press, Oxford 2000, ISBN 978-0-19-850698-0.